# Atalaya (huyện)
Huyện Atalaya là một huyện (distrito) thuộc tỉnh Veraguas ở Panama. Theo điều tra dân số năm 2000, huyện này có dân số 8916 người. Huyện Atalaya có diện tích 157  km². Huyện lỵ đóng tại Atalaya.